# Спарассодонты
Спарассодонты, или сумчатые гиены (лат. Sparassodonta), — отряд вымерших хищных млекопитающих из Южной Америки. Жили с палеоцена до конца плиоцена. Впервые описаны аргентинским зоологом Флорентино Амегино (1854—1911). Спарассодонтов относят либо к настоящим сумчатым, либо считают сестринским таксоном сумчатых в рамках метатериев.
В результате конвергентной эволюции многие сумчатые гиены напоминали хищников других групп, которые возникли самостоятельно на других континентах (барбурофелиды, нимравиды, саблезубые кошки, махероиды). Размеры — от 80 см до размеров современных крупных кошек (рода пантера). Постепенно стали исчезать после того, как в Южную Америку из Северной попали первые плацентарные хищники около 6—7 млн лет назад.

## Классификация
Классификация вымершего отряда представлена по данным McKenna & Bell (1997):
- Семейство Borhyaenidae — Боргиениды[5]
  - Род Angelocabrerus Simpson, 1970
  - Род Argyrolestes Ameghino, 1902
  - Род Australohyaena Forasiepi et al., 2015
  - Род Acrocyon Ameghino, 1887
  - Род Arctodictis Mercerat, 1891
  - Род Borhyaena Ameghino, 1887
  - Род Eutemnodus Bravard, 1858
  - Род Eutemodus Bravard, 1858
  - Род Fredszalaya Shockey and Anaya, 2008
  - Род Nemolestes Ameghino, 1902
  - Род Pharsophorus Ameghino, 1897
  - Род Dukecynus Goin, 1997
  - Род Prothylacynus Ameghino, 1891
  - Род Pseudolycopsis Marschall, 1976
  - Род Pseudothylacynus Ameghino, 1902
- Семейство Hathliacynidae
  - Род Patene
  - Род Palaeocladosictis
  - Род Procladosictis
  - Род Pseudocladosictis
  - Род Notogale
  - Род Cladosictis
  - Род Sipalocyon
  - Род Thylacodictis
  - Род Agustylus
  - Род Ictioborus
  - Род Amphithereutes
  - Род Parathereutes
  - Род Chasicostylus
  - Род Notictis
  - Род Notocynus
  - Род Borhyaenidium
- Семейство Mayulestidae
  - Род Mayulestes
  - Род Allqokirus
- Семейство Proborhyaenidae
  - Род Arminiheringia
  - Род Paraborhyaena
  - Род Proborhyaena — Проборгиены[1]
- Семейство Prothylacinidae
  - Род Pseudothylacinus
  - Род Prothylacynus
  - Род Lycopsis
  - Род Stylocynus
  - Род Pseudolycopsis
- Семейство Thylacosmilidae
  - Род Achlysictis
  - Род Amphiproviverra
  - Род Hyaenodontops
  - Род Notosmilus
  - Род Thylacosmilus — Сумчатый саблезубый тигр, или тилакосмил
- Роды incertae sedis
  - Род Pseudonotictis
  - Род Sallacyon